# Michel-Ange Balikwisha
Michel-Ange Balikwisha (Anderlecht, 10 maggio 2001) è un calciatore belga, attaccante dell'Anversa.

## Caratteristiche tecniche
È un'ala sinistra.

## Carriera

### Club
Nato in Belgio da genitori originari della Repubblica Democratica del Congo, muove i primi passi nelle giovanili dell'Anderlecht per poi trasferirsi nel 2014 allo Standard Liegi. Nel 2020 viene aggregato alla prima squadra con cui debutta il 17 ottobre in occasione dell'incontro di qualificazione per l'Europa League vinto 2-0 contro il Bala Town. Tre giorni più tardi esordisce anche in Pro League contro il Kortrijk ed il 27 ottobre segna la sua prima rete nel corso del match pareggiato 2-2 contro lo Zulte Waregem.

### Nazionale
Ha giocato nelle nazionali giovanili belghe Under-16, Under-17, Under-18, Under-19 ed Under-21.

## Statistiche
Statistiche aggiornate al 2 dicembre 2020.

### Presenze e reti nei club
| Stagione        | Squadra         | Campionato      | Campionato | Campionato | Coppe nazionali | Coppe nazionali | Coppe nazionali | Coppe continentali | Coppe continentali | Coppe continentali | Altre coppe | Altre coppe | Altre coppe | Totale | Totale | Totale |
| Stagione        | Squadra         | Comp            | Pres       | Reti       | Comp            | Pres            | Reti            | Comp               | Pres               | Reti               | Comp        | Pres        | Reti        | Pres   | Reti   |        |
| --------------- | --------------- | --------------- | ---------- | ---------- | --------------- | --------------- | --------------- | ------------------ | ------------------ | ------------------ | ----------- | ----------- | ----------- | ------ | ------ | ------ |
| 2020-2021       | Standard Liegi  | D1              | 32         | 9          | CB              | 2               | 0               | UEL                | 6                  | 0                  |             | -           | -           | 40     | 9      |        |
| 2021-2022       | Anversa         | D1              | 32         | 4          | CB              | 1               | 0               | UEL                | 5                  | 1                  |             | -           | -           | 38     | 5      |        |
| 2022-2023       | Anversa         | PL              | 26         | 5          | CB              | 4               | 1               | UECL               | 4                  | 1                  |             | -           | -           | 34     | 7      |        |
| Totale Anversa  | Totale Anversa  | Totale Anversa  | 58         | 9          |                 | 5               | 1               |                    | 9                  | 2                  |             | -           | -           | 72     | 12     |        |
| Totale carriera | Totale carriera | Totale carriera | 90         | 18         |                 | 7               | 1               |                    | 15                 | 2                  |             | -           | -           | 112    | 21     |        |

## Palmarès

### Club

#### Competizioni nazionali
- Coppa del Belgio: 1

Anversa: 2022-2023
- Campionato belga: 1

Anversa: 2022-2023
- Supercoppa del Belgio: 1

Anversa: 2023